# Nacho García Vega
Ignacio "Nacho" García Vega (Madrid, 27 de abril de 1961) es un cantante, guitarrista y compositor español, miembro fundador del grupo musical Nacha Pop junto a su primo Antonio Vega, y considerado como uno de los artistas más significativos de la movida madrileña.

## Biografía
García Vega, quinto de seis hermanos, estudió en el Liceo Francés de Madrid y se graduó en la Escuela Universitaria de Informática de la Universidad Politécnica de Madrid.
En 1977 formó junto a Carlos Brooking y otros compañeros de colegio su primer grupo de rock: Uhu Helicopter, semilla de Nacha Pop, versioneando Led Zeppelín, Ramones o Bob Marley además de Steely Dan y muchos otros que marcarían el gusto de Nacho y más tarde su sello personal como músico. 

### Nacha Pop
En 1978 junto a su primo Antonio Vega y Carlos Brooking crearon Nacha Pop uno de los grupos que marcaría el pop de los años 80. Publicaron ocho discos y realizó numerosas giras entre 1980 y 1988. 
Nacho García Vega escribió para el grupo más de treinta canciones, entre ellas temas emblemáticos como Grité una noche, número 1 de los 40 Principales en las Navidades de 1985, Vístete o Nadie Puede Parar, que marcarían las listas de éxitos en 1987 y 1988. Se despidieron en un concierto en Madrid tras un baño de multitudes en México DF en la sala Jácara titulado 80/88.

### Rico 1990-1995
Tras la disolución de Nacha Pop, Nacho García Vega emprendió un nuevo proyecto: Rico, formado con Fernando Illán y Carlos Brooking. El grupo actuó poco en directo pero hasta su disolución en 1995 publicó tres discos en cuatro años: Rico (1990), Vamos a casa (1991) y Blusiana (1993) que incluyen una variada colección de ritmos y estilos, desde el funk latino de Descaro a la intimista No van a separarme de ti, pasando por el pop-rock de Suerte o la demoledora Sensarrosa.
Al mismo tiempo, empezó a componer para otros artistas como Miguel Bosé o Antonio Flores y participó en producciones con Tino di Geraldo, Raimundo Amador o Pancho Varona. 
Por otro lado realizó la banda sonora de varios cortometrajes como los protagonizados por Faemino o Javier Cámara.
En 1995 presentó un programa en La 2 de Televisión Española: Extra Shhhh por el que pasaron figuras del panorama internacional como Steve Winwood, Texas o Blur.

### Carrera en solitario
En 1995 publicó NGV (1995), su primer disco en solitario con canciones comprometidas como la antirracista Tú de que Lado Estás, la frenética Toda una Menor o Cada día la locura, adaptación de la popular “Always look on the bright side of life”, tema central de la película “La vida de Brian” y por la que Nacho recibió la felicitación personal del propio Eric Idle, cofundador de Monty Python y autor de la canción original.
En los siguientes años se interesó por las nuevas tecnologías y en 1999 codirigió www.chilimusic.com, una web dedicada a la divulgación de la producción discográfica independiente que promocionó lanzamientos de más de cien sellos discográficos. 
En 2001 publicó su segundo trabajo en solitario en Salto al vacío. Aunque el disco se grabó en estudio, las tomas instrumentales fueron realizadas en directo y contienen algunos de los momentos considerados por la crítica musical como los más espontáneos y acertados de su carrera discográfica: Buscando una Verdad, Molan las gotas, Otra vez, nunca igual o Subidón. 

### El regreso de Nacha Pop
En 2006 junto a Carlos Martos produjo en el Teatro Monumental de Madrid un concierto en el que los grupos más representativos de la llamada "edad de oro del pop español" como Nacha Pop, La Unión, Secretos, Mamá, La Frontera, Glutamato Ye-Ye y Germán Coppini actuaron con la Orquesta Sinfónica de RTVE con Adrián Leaper al frente para ofrecer una nueva visión de temas conocidos como Chica de ayer, Lobo hombre en París o Déjame. En el concierto se volvió a ver tras casi 20 años de silencio a Nacha Pop con Nacho García Vega y Antonio Vega interpretando los mayores éxitos de su repertorio: Chica de ayer, Grité una noche y Lucha de gigantes.
En 2007 Nacho y Antonio Vega volvieron a encontrarse y recuperaron el espíritu de Nacha Pop en una visión renovada y actualizada del grupo en la gira, con más de treinta conciertos por toda España: Nacha Pop 80-07, En concierto que concluyó en Madrid y que quedó reflejada en un DVD que ellos mismos produjeron y que salió al mercado en la primavera de 2008.
En 2008 Nacho repite gira veraniega junto a Antonio Vega: Nacha Pop 80-08, Reiniciando. 
Es entonces cuando Nacho y Antonio se embarcan en la composición de los temas que formarían parte de su nuevo álbum de estudio, que se ve trágicamente truncado por el fallecimiento de Antonio en abril de 2009 tras empeorar de un cáncer de pulmón.
En 2012 surgió la idea de recuperar al grupo de Nacha Pop. Participaron en el proyecto además de Nacho García Vega: Voz y guitarra, Goar Iñurrieta: Guitarra y coros, Jesús Ortíz de Zarate: Teclados y coros, Diego Illán: Batería, Francis García: Saxo, percusión y coros y Luismi Navalón: Bajo. Los conciertos se convirtieron además en un homenaje a Antonio Vega.
En 2016 Nacho se dedicó a la grabación de lo que sería su nuevo proyecto discográfico en el que se incluyen temas compuestos en la última etapa de Nacha Pop junto a Antonio Vega entre otros.
En 2015 se anunció que Nacho García Vega era embajador de la organización "Antares", Asociación de Recursos para personas con discapacidad intelectual para la que organizó un concierto.
En febrero de 2016 se estrenó el programa A mi manera en el que Nacho García Vega junto a Mikel Erentxun, Antonio Carmona, Manolo Tena, Sole Giménez, Marta Sánchez y David DeMaría comparten recuerdos y versionan los grandes éxitos de cada uno de ellos conviviendo en una casa junto al mar.41 El programa, emitido por La Sexta, está basado en el formato internacional "The best singers" producido por Magnolia TV. El segundo capítulo se ha dedicado al artista.
García Vega es consejero de A.I.E. (Sociedad de Artistas, Intérpretes y Ejecutantes) organización creada para la defensa de los derechos de los artistas, especialmente en el entorno digital.

## Discografía

### Con Nacha Pop
- Álbumes de estudio
  - 1980 - Nacha Pop (EMI-Hispavox)
  - 1982 - Buena disposición (EMI-Hispavox)
  - 1983 - Más números, otras letras (DRO)
  - 1984 - Una décima de segundo (DRO). Maxi-single.
  - 1985 - Dibujos animados (Polydor)
  - 1987 - El momento (Polydor)
  - 2017 - Efecto inmediato (Cera Real Discos)

- Álbumes en vivo
  - 1988 - Nacha Pop 1980-1988 (Polydor, Álbum en directo)
  - 2008 - Tour 80-08 Reiniciando (2 CD + DVD Grabado en directo)

### Con Rico
- 1990 - Rico (Polygram)
- 1991 - Vamos a casa (Polygram)
- 1993 - Blusiana (Polygram)

### En solitario
- 1995 - NGV (Chrysalis)
- 2001 - Salto al vacío (Rompeolas)